# Cheiracanthium taprobanense
Cheiracanthium taprobanense is een spinnensoort uit de familie Cheiracanthiidae.
De wetenschappelijke naam van de soort werd in 1907 gepubliceerd door Embrik Strand.